# Sergio Mendiguchía
Sergio Mendiguchía Iglesias (Avilés, Asturias, España, 12 de junio de 1993), conocido como Mendi, es un futbolista español que juega como delantero en el Gokulam Kerala F. C. de la I-League.

## Trayectoria
Formado en las categorías inferiores de la Peña Athletic de Santurce, el Club Atlético Villalba y el C. U. Collado Villalba, debutó en la Tercera División con este último a la edad de quince años frente al C. F. Rayo Majadahonda, partido en el que logró anotar el único gol de su equipo. Finalizó la temporada 2008-09 con tres tantos y en el verano de 2009 se incorporó a los equipos juveniles del Athletic Club, donde disputó una campaña en la Liga Nacional y otra en la División de Honor. En la segunda de ellas, también llegó a participar en dos encuentros con el Bilbao Athletic en la Segunda División B, frente al Zamora C. F., en el que logró marcar un gol, y contra el Caudal Deportivo.
En la campaña 2011-12 pasó al segundo filial del Athletic, el C. D. Basconia de Tercera División. El 24 de marzo de 2012, cuando llevaba dieciocho partidos jugados en los que había conseguido realizar tres goles, sufrió un síncope durante un entrenamiento debido al cual tuvo que apartarse de la competición. Aunque en la siguiente temporada se incorporó a las filas del Bilbao Athletic, no llegó a disputar ningún encuentro y rescindió su contrato con el club el 2 de noviembre de 2012.
El 31 de enero de 2013 fichó por La Roda C. F. y, a pesar de que el club decidió no tramitar su ficha en primera instancia, finalmente fue dado de alta en la plantilla tras un examen médico. En julio de 2013 se incorporó al Córdoba C. F. "B", equipo en el que marcó ocho goles y jugó veintiún partidos en Segunda División B. Además, debutó con el Córdoba C. F. en la Segunda División el 30 de noviembre de 2013, en un partido contra el F. C. Barcelona "B" que acabó con derrota cordobesista por 1-2 y en el que Mendi fue el encargado de anotar el gol de su equipo. También anotó un segundo gol en la categoría, que sirvió para obtener un empate frente al C. D. Lugo.
El 10 de julio de 2014 se hizo oficial su fichaje por el Real Sporting de Gijón "B" para la campaña 2014-15. Debutó en Primera División con el Real Sporting de Gijón el 26 de octubre de 2015 en un partido frente al Athletic Club que tuvo lugar en el estadio de San Mamés y terminó con el resultado de 3-0. En julio de 2016 se incorporó a la U. D. Logroñés, equipo con el que rescindió su contrato el 27 de enero de 2017 para fichar por el Racing Club de Ferrol. El 31 de enero de 2018 se anunció su fichaje por la U. D. San Sebastián de los Reyes. Durante la temporada 2018-19 militó en el Stal Mielec.
En octubre de 2021 se marchó a jugar al NEROCA Football Club, equipo del nordeste de India. En el club de Manipur logró diez goles, siendo uno de los máximos goleadores de la I-League. El 23 de septiembre de 2022 firmó por la US Mariglianese de la Serie D italiana. En el cuadro italiano tuvo poco protagonismo, aunque pudo anotar dos tantos en siete encuentros. El 6 de enero de 2023 fichó por el Gokulam Kerala F. C., equipo del sur de India, que jugaba en la I-League.

## Clubes
| Club                             | País    | Año       |
| -------------------------------- | ------- | --------- |
| C. U. Collado Villalba           | España  | 2008-2009 |
| C. D. Basconia                   | España  | 2011-2012 |
| Bilbao Athletic                  | España  | 2012      |
| La Roda C. F.                    | España  | 2013      |
| Córdoba C. F. "B"                | España  | 2013-2014 |
| Real Sporting de Gijón "B"       | España  | 2014-2016 |
| U. D. Logroñés                   | España  | 2016-2017 |
| Racing Club de Ferrol            | España  | 2017-2018 |
| U. D. San Sebastián de los Reyes | España  | 2018      |
| Stal Mielec                      | Polonia | 2018-2019 |
| Club Marino de Luanco            | España  | 2020-2021 |
| NEROCA Football Club             | India   | 2021-2022 |
| US Mariglianese                  | Italia  | 2022      |
| Gokulam Kerala F. C.             | India   | 2023-Act. |